# Ptenomela gratiosa
Ptenomela gratiosa är en skalbaggsart som beskrevs av Sharp 1877. Ptenomela gratiosa ingår i släktet Ptenomela och familjen Rutelidae. Utöver nominatformen finns också underarten P. g. costaricensis.